# Glottocentrismo
Per "glottocentrismo" si intende l'assunzione, diffusa senza apprezzabili differenze diastratiche, che la propria lingua sia la migliore di tutte (in termini fonoestetici più che culturali). Tale era l'approccio degli antichi Greci, che definivano barbari (βάρβαροι, bàrbaroi, 'coloro che balbettano', 'i balbuzienti') gli stranieri.
Un approccio glottocentrista può avere effetti molto penalizzanti in chi, affetto da esso, voglia apprendere una lingua seconda.